# Wiktor Kornatowski
Wiktor Kornatowski (ur. 1 marca 1911 w Szydłowicach, zm. 20 października 1975 w Toruniu) – polski historyk doktryn politycznych. Studia prawnicze ukończył na Uniwersytecie Warszawskim. Wykładał m.in. na Uniwersytecie Mikołaja Kopernika, gdzie pełnił funkcję kierownika Katedry Teorii Państwa i Prawa, a później Katedry Historii Doktryn Polityczno-Prawnych. Tłumaczył dzieła klasyków filozofii starożytnej (Cyceron, Seneka, św. Augustyn) i renesansowej.

## Wybrane publikacje
- Kryzys bankowy w Polsce 1793 roku: upadłość Teppera, Szulca, Kabryta, Prota Potockiego, Łyszkiewicza i Heyzlera, 1937
- Podstawy polskiej polityki słowiańskiej: rozwój idei słowiańskiej a stosunki polsko-rosyjskie 1946
- Pojęcie państwa w świetle badań teoretycznych, 1948
- Zagadnienie terytorium państwowego, 1948
- Zaczątki myśli teoretycznej o państwie na tle stosunków w Egipcie i Mezopotamii, 1949
- Rozwój pojęć o państwie w starożytnej Grecji, 1950
- Społeczno-polityczna myśl św. Augustyna, 1965
- Zarys dziejów myśli politycznej starożytności, 1968

### Przekłady
- Tommaso Campanella, Państwo słońca, 1954
- Cyceron, O państwie ; O prawach ; O powinnościach ; O cnotach, O naturze bogów ; O wróżbiarstwie ; O przeznaczeniu ; Księgi akademickie ; O najwyższym dobru i złu ; Paradoksy stoików ; Rozmowy Tuskulańskie, O przyjaźni ; Topiki ; Fragmenty, 1960-1961
- Seneka Młodszy, Listy moralne do Lucyliusza, 1961
- św. Augustyn, O państwie Bożym, 1977